# Villanueva de Tapia
Villanueva de Tapia település Spanyolországban, Málaga tartományban. Villanueva de Tapia Loja, Archidona, Villanueva de Algaidas és Iznájar községekkel határos. Lakosainak száma 1396 fő (2024).

## Népesség
A település népessége az elmúlt években az alábbi módon változott:
| Lakosok száma | 1610 | 1679 | 1669 | 1667 | 1629 | 1564 | 1523 | 1476 | 1417 | 1396 |
|               | 2001 | 2004 | 2007 | 2009 | 2012 | 2014 | 2017 | 2019 | 2022 | 2024 |